# Simon Hòa Nguyễn Văn Hiền
Simon Hòa Nguyễn Văn Hiền (Nhu Lý, 23 marzo 1906 – Da Lat, 5 settembre 1973) è stato un vescovo cattolico vietnamita.

## Biografia
Simon Hòa Nguyễn Văn Hiền nacque il 23 marzo 1906 a Nhu Lý, località facente parte del comune di Triệu Phước nel distretto Triệu Phong della provincia di Quang Tri. Il suo nome di battesimo fu scelto in onore di san Simon Phan Đắc Hòa, uno dei santi martiri del Vietnam, ucciso il 12 dicembre 1840, di cui la sua famiglia era discendente. 
Sentita la vocazione fin da bambino, iniziò gli studi entrando nel 1917 nel seminario minore di An Ninh e in seguito frequentò il seminario maggiore di Phú Xuân a Huế fino al 1932, quando fu inviato a Roma per studiare e ottenendo il dottorato in teologia nel 1937.
Fu ordinato presbitero il 21 dicembre 1935 durante il suo soggiorno a Roma. Nel 1937 venne inviato in Francia per terminare gli studi e conseguì la laurea in letteratura francese nel 1939.
Tornato in patria, fu nominato professore presso la scuola Thiên Hựu. Nel 1943 fu nominato viceparroco per la parrocchia di Kim Long e nel 1944 vicario della cattedrale di Huê. Dal 1947 fu poi vicario generale di Huê e direttore del seminario di Huế.
Il 20 settembre 1955 papa Pio XII lo nominò vicario apostolico di Saigon, assegnandogli la sede titolare di Sagalasso. Ricevette l'ordinazione episcopale il 30 novembre 1955 nella basilica di Notre-Dame di Saigon per imposizione delle mani dell'arcivescovo di Huê Pierre Martin Ngô Đình Thục. Fu il primo vescovo vicario di Saigon di origine vietnamita.
Il 24 novembre 1960 papa Giovanni XXIII, con la bolla Quod venerabiles, eresse la diocesi di Ðà Lat nominandolo primo vescovo. Prese possesso della diocesi il 6 aprile 1961. Fu padre conciliare al Concilio Vaticano II partecipando a tutte le quattro sessioni. 
Durante gli anni del suo ministero ebbe particolare zelo nell'evangelizzazione, vivendo una vita di preghiera ed austerità per essere da esempio e guadagnando negli anni una grande stima presso i fedeli.
Resse la diocesi per tredici anni, morendo improvvisamente a Da Lat il 5 settembre 1973 all'età di 67 anni.

## Genealogia episcopale
La genealogia episcopale è:
- Patriarca Eliya XII Denha
- Patriarca Yukhannan VIII Hormizd
- Vescovo Isaie Jesu-Yab-Jean Guriel
- Arcivescovo Augustin Hindi
- Patriarca Yosep VI Audo
- Patriarca Eliya XIV Abulyonan
- Patriarca Yosep Emmanuel II Thoma
- Vescovo François David
- Arcivescovo Antonin-Fernand Drapier, O.P.
- Arcivescovo Pierre Martin Ngô Đình Thục
- Vescovo Simon Hòa Nguyễn Văn Hiền